# Diplocampta marnefi
Diplocampta marnefi är en tvåvingeart som beskrevs av Hall 1976. Diplocampta marnefi ingår i släktet Diplocampta och familjen svävflugor. Inga underarter finns listade i Catalogue of Life.